# Devdas (pel·lícula de 2002)
Devdas (en hindi देवदास) és una pel·lícula índia de drama musical realitzada el 2002 per Sanjay Leela Bhansali i protagonitzada per Shahrukh Khan, Aishwarya Rai i Madhuri Dixit. Es tracta d'una adaptació de la novel·la homònima escrita per Sharat Chandra Chattopadhyay el 1917, qualificada a vegades com el "Romeu i Julieta indi".
Amb un pressupost de 50 milions de rupies índies, Devdas va ser la pel·lícula més cara produïda Bollywood fins aquell moment, i va sortir doblada en sis idiomes alternatius: anglès, francès, alemany, mandarí, tailandès i panjabi.
El paper de Shahrukh Khan interpretant un Devdas rebel i alcohòlic és sovint considerat com una de les seves millors actuacions, i li va valer un premi Filmfare. La cançó Dola Re Dola va convertir en un gran èxit amb el seu duo de dansa entre Aishwarya Rai i Madhuri Dixit.
La pel·lícula va guanyar cinc National Film Awards, deu Filmfare Awards (incloent-hi el de la millor pel·lícula) i va rebre una nominació al premi BAFTA a la millor pel·lícula en llengua no anglesa. També va fer part de la selecció oficial del Festival de Canes. L'any 2010, la revista Empire la va classificar n°74 d'entre les "100 millors pel·lícules del cinema mundial".

## Argument
La història descriu l'amor apassionat i impossible entre Devdas (Shahrukh Khan), fill d'una rica família, i Paro (diminutiu de Pàrvati, interpretada per Aishwarya Rai), filla d'uns modestos veïns. Enamorats des de la infància, no es veuran durant deu anys, ja que el pare de Devdas l'ha enviat a estudiar a Anglaterra per mantenir-los allunyats. Malgrat tot, Paro l'esperarà durant tot aquest temps, mantenint viva la flama d'una espelma que simbolitza llur amor etern. Però quan Devdas torna, la seva família s'oposa al matrimoni; decebuda pel que considera una manca d'amor de Devdas en no fer l'impossible per a conquerir-la, Paro es casa per despit amb un vidu ric. Devdas, aclaparat pel dolor, s'enfonsa en l'alcoholisme i la perdició i se'n va a Calcuta on coneix una cortesana d'una bellesa llegendària, Chandramukhi (Madhuri Dixit). Aquesta prendrà cura d'ell i se n'enamorarà, mentre que ell, desesperat, la menysprea i la rebutja.

## Anàlisi
A través del caràcter dels tres personatges principals, Devdas, Pàrvati i Chandramukhi, l'obra permet presentar una visió del que fa que la realització d'un amor sigui a vegades impossible. Devdas, feliç i despreocupat, actua sense pensar, adonant-se dels seus errors després d'haver-los comès. Per això no comprendrà la intensitat del seu amor envers Paro fins a perdre-la a causa de la seva poca seriositat. Pàrvati és orgullosa i arrogant, i aquest orgull li impedeix acceptar la proposta de matrimoni tardana de Devdas, perquè aquest havia ignorat prèviament la seva. Chandramukhi, en canvi, és tan modesta que veient l'odi que Devdas li té se n'enamora, ja que aquest odi mostra que almenys no li és indiferent. Així, els tres personatges, atrapats per les conseqüències dels seus comportaments, hauran anat massa lluny, i malgrat prendre'n consciència ja no podran redimir-se.

## Música i danses
Les fastuoses coreografies són de Saroj Khan, per les quals va obtenir un premi Filmfare. La banda sonora va ser composta essencialment per Ismail Darbar i compta amb els cantants en playback Shreya Ghoshal (com Pàrvati), Kavita Krishnamurthy (com Chandramukhi) i Udit Narayan (com Devdas). Shreya Ghoshal va fer el seu debut a Bollywood a través d'aquesta pel·lícula, obtenint un èxit de crítica i diversos premis.
L'àlbum presenta deu cançons: 
| Pista | Cançó                          | Cantants                                                | Música/Lletra                               |
| ----- | ------------------------------ | ------------------------------------------------------- | ------------------------------------------- |
| 1     | Silsila Ye Chaahat Ka          | Shreya Ghoshal                                          | Ismail Darbar & Nusrat Badr                 |
| 2     | Maar Dala                      | Kavita Krishnamurthy & Kay Kay                          | Prakash Kapadia & Nusrat Badr               |
| 3     | Bairi Piya                     | Udit Narayan & Shreya Ghoshal                           | Ismail Darbar & Nusrat Badr                 |
| 4     | Kaahe Chhed Mohe               | Pt. Birju Maharaj, Kavita Krishnamurthy & Madhuri Dixit | Ismail Darbar & Nusrat Badr                 |
| 5     | Chalak Chalak                  | Udit Narayan, Vinod Rathod & Shreya Ghoshal             | Ismail Darbar & Nusrat Badr                 |
| 6     | Hamesha Tumko Chaha            | Kavita Krishnamurthy & Udit Narayan                     | Ismail Darbar & Nusrat Badr                 |
| 7     | Woh Chand Jaisi Ladki          | Udit Narayan                                            | Ismail Darbar & Nusrat Badr                 |
| 8     | Morey Piya                     | Jaspinder Narula & Shreya Ghoshal                       | Sameer                                      |
| 9     | Dev's Last Journey - The Theme | Rashmi Sharma, Supriya Raghav Chatterjee                | Ismail Darbar & Nusrat Badr - Música: Monty |
| 10    | Dola Re Dola                   | Kavita Krishnamurthy, Shreya Ghoshal & Kay Kay          | Ismail Darbar & Nusrat Badr                 |